# 国豊橋
| 国道25号標識 | 国道165号標識 |

国豊橋（くにとよばし）は、大阪府柏原市の大和川に架かる国道25号線（国道165号線重複）の橋。
すぐ西（下流）側に近鉄大阪線の大和川橋梁が架かっている。

## 概要

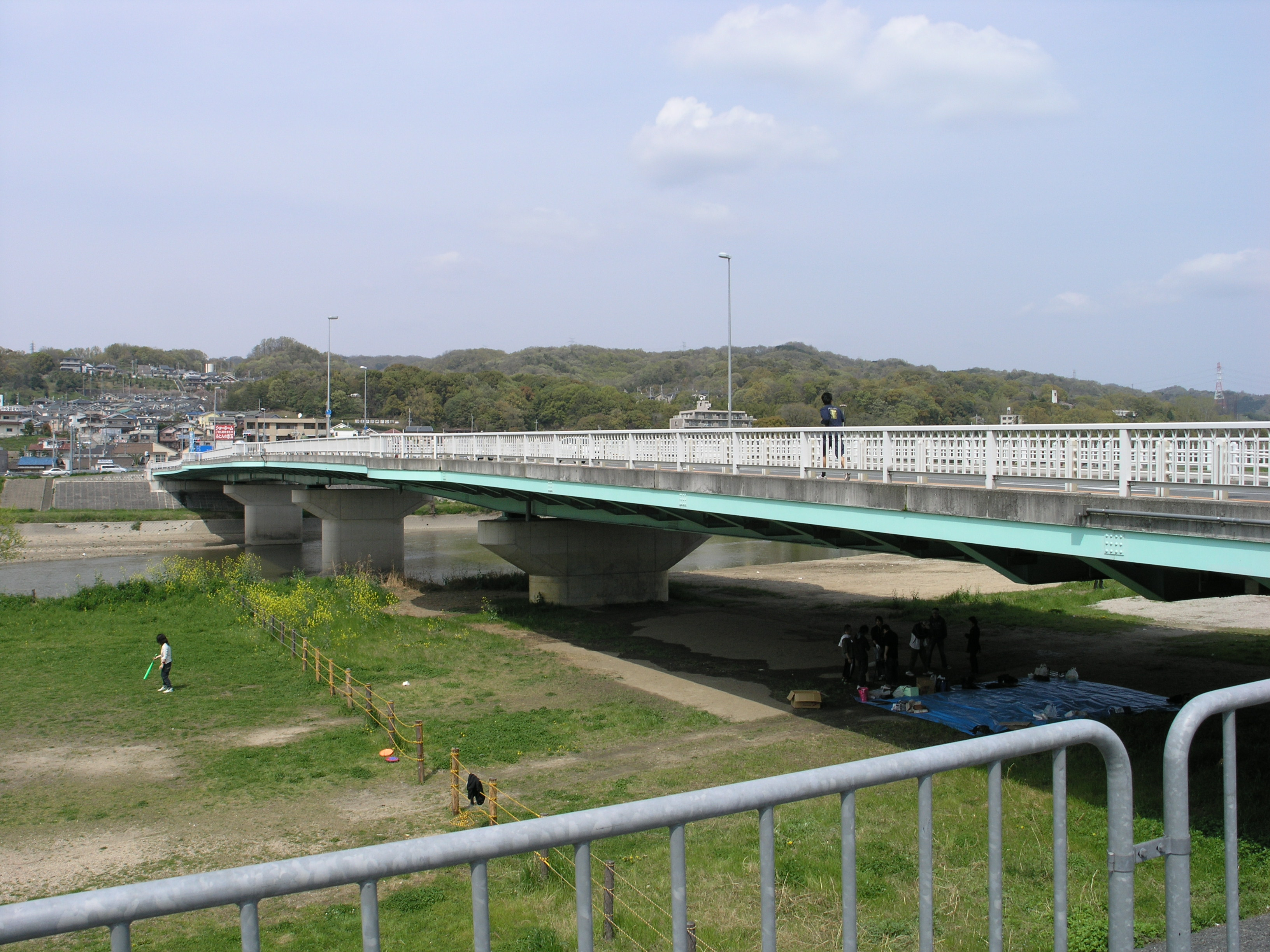
国豊橋（南岸下流側より）

柏原市の高井田地区と国分地区を結ぶ交通上重要な橋である。竜田越奈良街道（北ルート）と長尾街道が交わる地点にあたり、昔も今も交通の要衝である。
江戸時代には渡し船で両岸を結んでいたが、当時の国分村の住民が幕府へ架橋を願い出て許可自体はされるものの、資金不足で架橋されることはなかった。
明治時代にはいると架橋の機運は一気に高まり、河内国の東高野街道沿線一帯から資金調達を行い、1870年（明治3年）に最初の橋が架けられた。最初の橋は木橋であり、維持をするのに苦労したと伝えられている。
当初は「国分橋」と呼ばれ、国分と高井田の間に架かることから「くにたか（国高）」→転じて「国豊（くにたか）橋」と改めたが、いつしか「くにとよ」橋と呼ばれるようになった。
1932年（昭和7年）にコンクリート製の永久橋に架け替えられ、自動車交通の発展に耐えうるものとなった。しかし、自動車交通の発展に伴い、2車線ぎりぎりの幅員では両岸の交差点の右折車に起因する渋滞は避けがたく、歩道も幅員1.5mと狭いため容量は限界に達し、かつ老朽化も進んだため、上流（東）側に新しい橋が架けられた。
現在の橋は1999年11月に竣工。3車線分（片側1車線＋両岸の交差点の右折レーン分）の自動車道路と両側各3.5m幅の歩行者・自転車道となった。北詰交差点はかつては純然たるT字路であり国道25号は左折・右折していたが国道25号に沿ってカーブさせて優先的に通行するように改められた。

主要諸元
- 仕様：4径間ゲルバー桁橋
- 橋長：約180m
- 幅員：18.3m （車道有効幅9.5m、歩道3.5m×2、欄干その他1.8m）

位置
北緯34度34分11秒 東経135度38分10秒 / 北緯34.56972度 東経135.63611度

## 周辺情報
北岸（右岸）：柏原市大字高井田
- 国豊橋北詰交差点 （府道本堂高井田線の分岐点）
- JR高井田駅
- 柏原市立堅下南小学校高井田分校
- 白坂神社

南岸（左岸）：柏原市国分本町1丁目
- 国豊橋南詰交差点
- 近鉄河内国分駅
- 国分交差点 （南詰交差点のひとつ南の交差点。国道165号、主要地方道堺大和高田線の分岐点）